# Rüdiger H. Jung
Rüdiger Heinrich Jung (* 25. Dezember 1950 in Neuwied) ist ein deutscher Hochschullehrer für Betriebswirtschaftslehre, insbesondere Management/Führung und Organisationsentwicklung am RheinAhrCampus Remagen der Hochschule Koblenz. Er ist Autor und Herausgeber mehrerer wissenschaftlicher Publikationen sowie Berater von Führungskräften in der Wirtschaft.

## Leben
Nach seinem Abitur 1970 am Wirtschaftsgymnasium Koblenz studierte er an den Universitäten Bonn und Köln Wirtschaftswissenschaften und Sozialpsychologie. An der Universität zu Köln schloss er sein Studium 1976 als Diplom-Kaufmann ab. Es folgten Tätigkeiten in der Stahlindustrie, unter anderem als Assistent des Vorstandsvorsitzenden der Thyssen Klönne AG in Dortmund, und im Fachbereich Wirtschaftswissenschaften der Universität Siegen am Lehrstuhl von Eberhard Seidel. Jung ist Gründungsmitglied des Instituts für ökologische Betriebswirtschaft (IÖB). 1984 promovierte er mit einer Arbeit zur Selbstorganisation in Betrieben zum Dr. rer. pol. an der Universität Siegen. Anschließend war Jung in der Hauptverwaltung der Hoesch AG, Dortmund, tätig. Seine erste eigene Vorlesung, 1985 an der Universität Siegen, trug den Titel „Der Mensch in der Organisation“. Dies ist zu einem Leitthema seiner beruflichen Arbeit geworden.
1990 erhielt er eine Professur für Management/Führung am Standort Koblenz der Fachhochschule (heute: Hochschule) Koblenz, nachdem er zuvor einen Ruf an die Fachhochschule Gießen-Friedberg (heute TH Mittelhessen) abgelehnt hatte. 1997 wechselte Jung innerhalb der Hochschule Koblenz an den Standort Remagen, an dem er von 1997 bis 2000 Vorsitzender des Aufbauausschusses für den neuen Hochschulstandort Remagen war; die Professur wurde um den Bereich Organisationsentwicklung ausgeweitet. Von 1997 bis 2007 war Jung Jean-Monnet-Professor im Rahmen des Aktionsprogramms Jean Monnet der Europäischen Kommission. Im Sommersemester 2003 nahm er die Vertretung einer Professur am Institut für Management der Universität Koblenz-Landau wahr. Mit dem Ende des Wintersemesters 2015/2016 trat Jung am RheinAhrCampus in den Ruhestand.
Seit 2010 ist Jung ausgebildeter Logotherapeut und Existenzanalytiker.

## Wissenschaftliche Arbeit
Jung forscht auf den Gebieten der Führung, Selbstorganisation und der Kooperation in Unternehmensnetzwerken. Mit seiner betriebswirtschaftlichen Dissertation („Mikroorganisation“, 1985) legte er eine frühe Untersuchung der dezentralen, oft evolutionären Entstehungsmustern folgenden Ordnungsleistungen in Betrieben vor. Sein Verständnis von „Selbstorganisation“ ist mit Blick auf Systemgrenzen, Machtstrukturen und Hierarchien ein relatives und kein absolutes. Deshalb sind seine Betrachtungen immer auch auf das Verhältnis von Selbst- und Fremdorganisation gerichtet. Seine Arbeiten zur Selbstorganisation haben auch über das eigene Fachgebiet hinaus Aufmerksamkeit gefunden; so z. B. in der in New York herausgegebenen „International Encyclopedia of Civil Society“.
Jungs gemeinsam mit Co-Autoren verfasste „Allgemeine Managementlehre“, inzwischen in der siebten Auflage, gilt als Standardwerk. Zudem hat Jung gemeinsam mit Autoren anderer Fachrichtungen auch interdisziplinäre wissenschaftliche Arbeiten zu europäischen Themen vorgelegt; beispielsweise zur europäischen Idee einer, dem solidarischen Handeln verpflichteten, „Economie Sociale“ sowie zum gestalterischen Umgang mit Diversität. 
Jung beschäftigt sich zudem mit der Werte- und Sinnorientierung des Menschen und erörtert diese auch im Kontext von Organisation und Führung. Er stützt sich dabei vor allem auf die Arbeiten zur philosophischen Anthropologie von Max Scheler und Nicolai Hartmann sowie zur Logotherapie und Existenzanalyse von Viktor E. Frankl. Daraus ist auch seine kleine philosophische Schrift „Besinnt euch!“ als Plädoyer für eine freie, selbstbestimmte Sinnorientierung im Leben entstanden. Der Philosoph Rüdiger Haas sieht die Stärke dieser Schrift „in ihrer prägnanten Diagnose des Zustands der heutigen Gesellschaft und in der klaren Zielgebung und Umsetzung richtig verstandener Freiheit.“
Als Berater von Führungskräften in der Wirtschaft ist Jung seit vielen Jahren auch ein Grenzgänger zwischen Wissenschaft und Praxis.

## Bürgerschaftliches Engagement
Jung engagiert sich in verschiedenen gesellschaftlichen Bereichen ehrenamtlich. Er war in der Jugendarbeit im Bereich des Sports tätig, hat in regionalen Entwicklungsinitiativen, u. a. für seine Heimatstadt Neuwied, mitgewirkt und ist heute in Ausschüssen und Aufsichtsgremien von kirchlichen und sozialen Einrichtungen ehrenamtlich tätig. 2001 kandidierte er als Parteiloser für das Amt des Landrats im Kreis Mayen-Koblenz und erhielt 35,9 % der abgegebenen Stimmen.
Zur Werte- und Sinnorientierung in Politik und Gesellschaft hat sich Jung auch in Beiträgen für verschiedene Medien geäußert.
Zum Jahresende 2020 hat Jung die nach seinen Eltern benannte „Reinhold und Liesel Jung-Stiftung“ gegründet, die sich für benachteiligte Kinder und Jugendliche einsetzt.

## Schriften (Auszug)
- Besinnt euch!: Ein Plädoyer für das Menschliche. Radius Verlag, Berlin 2019, ISBN 978-3-87173-537-0.
- Allgemeine Managementlehre. Lehrbuch für die angewandte Unternehmens- und Personalführung. Mitbegründet von Meinolf Kleine. 7. Auflage. Erich Schmidt, Berlin 2018, ISBN 978-3-503-17715-8 (mit Mareike Heinzen und Sabine Quarg).

- Stärkung der Sinnorientierung im Führungshandeln durch biokratiesensible Personalführung. In: Betriebswirtschaftliche Schriften über Rechte der Natur / Biokratie. Band 6. Metropolis, Marburg 2015, ISBN 978-3-7316-1167-7, S. 45–70 (herausgegeben vom Haus der Zukunft, Hamburg).

- Self-organization. In: International Encyclopedia of Civil Society. Springer Science + Business Media LLC, New York, NY 2010, ISBN 978-0-387-93996-4, S. 1364–1370 (herausgegeben von Helmut K. Anheier, Stefan Toepler and Regina List).

- Management in regionalen Netzwerken. Grundlagen, Anwendungen, Perspektiven. Shaker, Aachen 2010, ISBN 978-3-258-03523-9 (mit Berthold Hass und Carlo Simon; in Kooperation mit Helma M. Bleses).

- Soziale Unternehmen im Wandel. Ein Handbuch im Prozess der Positionierung von Integrationsunternehmen. AWO Arbeit gGmbH, Neuwied 2007, ISBN 978-3-00-021318-2 (mit Susanne Brötz und Siegbert Esser).

- Zur Integration einer ökologischen Orientierung in betrieblichen Führungsprozessen. In: Bausteine einer nachhaltigkeitsorientierten Betriebswirtschaftslehre. Festschrift für Eberhard Seidel. Metropolis, Marburg 2006, ISBN 978-3-89518-552-6, S. 301–307 (herausgegeben von Thomas Göllinger).

- Vielfalt gestalten - Managing Diversity. Kulturenvielfalt als Herausforderung für Gesellschaft und Organisationen in Europa. 3. Auflage. IKO-Verlag für Interkulturelle Kommunikation, Frankfurt am Main 2003, ISBN 978-3-88939-396-8 (mit Helmut M. Schäfer).

- Economie Sociale. Fakten und Standpunkte zu einem solidarwirtschaftlichen Konzept. IKO-Verlag für Interkulturelle Kommunikation, Frankfurt am Main 1997, ISBN 978-3-88939-256-5 (mit Helmut M. Schäfer und Friedrich W. Seibel; unter Mitbarbeit von Peter F. Just).

- Führungsstil und Führungsorganisation - Führungsorganisation, Führungsmodelle. Band 2. Wissenschaftliche Buchgesellschaft, Darmstadt 1988, ISBN 978-3-534-09364-9 (mit Eberhard Seidel und Wolfgang Redel).

- Führungsstil und Führungsorganisation - Führung, Führungsstil. Band 1. Wissenschaftliche Buchgesellschaft, Darmstadt 1988, ISBN 978-3-534-08899-7 (mit Eberhard Seidel und Wolfgang Redel).

- Mikroorganisation. Eine Untersuchung der Selbstorganisationsleistungen in betrieblichen Führungssegmenten. Haupt, Bern/Stuttgart 1985, ISBN 978-3-258-03523-9.